# Achaemenes
Achaemenes (tiếng Ba Tư: هخامنش; tiếng Old Persian: 𐏃𐎧𐎠𐎶𐎴𐎡𐏁, đã Latinh hoá: Haxāmaniš) là vị vua đầu tiên được biết đến của nhà Achaemenes, trị vì Ba Tư từ năm 705 TCN đến 675 TCN (hay có thể là trước đó). 
Là tổ tiên của thị tộc Achaemenes, ông được nhiều người xem là huyền sử. Achaemenes được biết đến là thủ lĩnh của người Pasargadae, một trong số từ 10 - 15 bộ lạc Ba Tư. Các bảng văn tự hoàng gia Ba Tư cổ, chẳng hạn như Bi văn Behistun, cho thấy ông là tổ 5 đời của Darius Đại đế. Vì vậy, theo bia văn này, Achaemenes sống vào khoảng 700 TCN. Ngoài ra, bi văn này ghi ông là "đức vua", và điều này cho thấy ông có thể là vị vua bản xứ đầu tiên của dân tộc Iran.
Chỉ căn cứ vào các bi văn cổ, số tài liệu nói về sự nghiệp của vị vua này rất hạn chế, bởi thế chúng ta biết được ít thông tin về ông trên thực tế. Vì vậy, nhiều người xem Achaemenes chỉ là "vị tổ tiên trong thần thoại của hoàng tộc Ba Tư". Dù vậy, Darius Đại đế lên ngôi Shah (vua) của Ba Tư năm 522 TCN sau khi giết chết Gaumata, con giả của nhà chinh phạt Cyrus Đại đế. Để ngôi vua của mình được công nhận là hợp pháp, Darius xưng làm hậu duệ của Achaemenes. Từ đây, có người xem Achaemenes là do Darius tưởng tượng ra. Dù vậy, một bi văn ở Pasargadae ghi nhận Cyrus xưng là hậu duệ của Achaemenes.
In any case, hoàng tộc Ba Tư từ thời Darius tôn thờ Achaemenes và xem ông là vua khai quốc của nhà Achaemenes. Dù vậy, chúng ta biết được rất ít về cuộc đời và sự nghiệp của ông. Giả sử Achaemenes có thật, thì ông có lẽ là tù trưởng của một bộ lạc chiến tranh ở Ba Tư vào thế kỷ VII TCN, hay có thể là vị vua đầu tiên của Ba Tư, cai trị với tư cách là chư hầu của đế quốc Media. Theo các tài liệu cổ Assyria từ thời vua Sennacherib thì năm 691 TCN, vua xứ Assyria đã đánh tan tác quân các xứ Parsuamash và Anzan, cùng với người Media và một số dân tộc khác ở thành phố Halue. Cũng theo các tài liệu này, Achaemenes là một trong những lãnh đạo quân Ba Tư, cùng với đạo quân độc lập của người Anshan, trong trận Halule bế tắc. 
Các sử gia Hy Lạp cổ đại cũng xem Achaemenes là một huyền thoại: họ gọi bộ lạc ông là Pasargadae, và nói rằng ông "được chim đại bàng nuôi nấng". Plato, khi viết sử Ba Tư, đã đồng nhất hóa Hakhamanish với Perses, tổ tiên của người Ba Tư trong thần thoại Hy Lạp. Theo Plato, Achaemenes/Perses là con của nữ hoàng Andromeda với người anh hùng Hy Lạp Perseus, và là cháu của thần Zeus. Các sử gia về sau xem Perses và Achaemenes là hai người khác nhau, theo đó Achaemenes là con cháu của Perses.
Theo các sử liệu Hy Lạp và Ba Tư cổ, vua Achaemenes được con trai là Teispes, người đã đem quân chinh phạt thành phố Anshan của xứ Elam ở miền nam Iran. Chắt của Teispes là Cyrus đã đánh đổ đế quốc Media và khởi lập đế quốc Ba Tư. Theo các văn bản Ba Tư cổ ở Behistun, Achaemenes là cha của Teispes.